# XI. dinasztia
A XI. dinasztia az ókori Egyiptom első átmeneti korában Uaszet (Théba) városában hatalmon lévő uralkodóház. Egyes periodizációk szerint a második fele a Középbirodalomhoz tartozik. A kor első felében egy időben volt hatalmon Hahninszu (Hérakleopolisz Magna) városában a IX. dinasztia.

## Története
A XI. dinasztia első ismert tagja még nem volt király. Antef az uaszeti kerület nomarkhésze. Valamikor az i. e. 22. század második felében élt, az óbirodalom bukását közvetlenül követő időben. Ekkor a memphiszi VII. és VIII. dinasztia befolyása teljesen megszűnt a Nílus-völgy Deltavidéken kívüli részein. Kissé délebbre Hahninszuban a helyi nomarkhész, Meriibré Heti alapította meg a IX. dinasztiát, ezen kívül azonban Hmunu (Hermopolisz Magna) Sziut (Lükopolisz), Abdzsu (Abüdosz), Kubti (Koptosz), Uaszet, Nehen (Hierakónpolisz) és Debu (Apollinopolisz Magna) kormányzói is gyakorlatilag függetlenek voltak. A kormányzók egymás közti küzdelmeiben Uaszet és Hahninszu vált az egyesítés gócává. Uaszet az első zuhatagtól Abdzsuig, Hahninszu pedig Abdzsutól a Deltáig terjesztette ki a befolyását.
Uaszet először Kubtival szövetkezve a tőle délre eső területeket foglalta el, legyőzve Nehen nagyhatalmú urát, Anhtifit (vagy csak kivárva annak halálát). A hahninszui királyokkal Abdzsu miatt csaptak össze, majd tovább hatolva észak felé, végül egyesítették a folyamvölgyet.
A XI. dinasztia tagjai közül az első bizonyosan nem viselte a királyi címet. Fiáról már felteszik, hogy igen, de bizonyíték nincs rá. A dinasztia hatodik tagja egyesítette az országot, de ez nem volt végleges. A dinasztia végén ismét instabil időszak következett, ami véglegesen csak a XII. dinasztia idején szűnt meg.

## Uralkodói
- Antef, Uaszet kormányzója
- I. Montuhotep, az Ős, talán már király, Antef fia
- I. Antef, Montuhotep fia, a déli folyamvölgy elfoglalója
- II. Antef, Montuhotep fia, hatalmát Abdzsuig terjesztette, hadjáratot vezetett Núbiába
- III. Antef, II. Antef fia, Sziut és Hmnunu elfoglalója
- II. Montuhotep, III. Antef fia, Hahninszu és a Deltavidék elfoglalója
- III. Montuhotep, II. Montohotep fia, lazulás jelei, lázadások
- IV. Montuhotep, talán III. Montuhotep fia, I. Amenemhat letaszította a trónról.